# Има ли пилота у авиону?
Има ли пилота у авиону? (енгл. Airplane!) је америчка сатирична филмска комедија из 1980. године режисера и сценариста Џима Абрахамса, Дејвида и Џерија Закера, а продуцент филма је Џон Дејвисон. У главним улогама су Роберт Хејз, Џули Хагерти, Лесли Нилсен, Роберт Стек, Лојд Бриџиз, Питер Грејвс, Карим Абдул-Џабар и Лорна Патерсон. Овај филм је пародија жанра филмске катастрофе, нарочито филма Нулти сат из 1957. године, из кога позајмљује радњу и централне ликове, као и филма Аеродром 1975.
Филм је дистрибуиран од стране Парамаунт пикчерса и остварио је критички и комерцијални успех, зарадивши 158 милиона долара широм света, наспрам буџета од 3,5 милиона долара. Номинован је за Златни глобус за најбољи играни филм — мјузикл или комедија и награду БАФТА за најбољи сценарио.
Са временом, његова репутација је значајно порасла. Постао је култни филм и често се наводи као један од класика жанрова пародије. Глумац Лесли Нилсен је после овог филма постао комичар, док је пре тога глумио углавном у драмским филмовима. Амерички филмски институт (АФИ) ставио је филм на 10. место на листи „100 година АФИ-ја...100 смехова”. Државни регистар је 2010. године укључио филм у свој попис филмова које треба очувати. Две године касније снимљен је и наставак филма Има ли пилота у авиону? 2.

## Радња
Бивши борбени пилот Тед Страјкер је трауматизовани ратни ветеран који је постао таксиста. Због свог патолошког страха од летења и накнадног „проблема са пићем”, Страјкер није могао да обавља одговоран посао. Његова девојка из рата, Илејн Дикинсон, сада стјуардеса, напушта га пре него што се укрца на свој задати лет од Лос Анђелеса до Чикага. Страјкер напушта свој такси и купује карту за исти лет да би покушао да је врати. Међутим, када се укрца, Илејн наставља да га одбија.
Након сервирања оброка у лету, цела летачка посада и неколико путника се разбољевају. Један од путника, др Румак, открива да је риба сервирана током оброка изазвала тровање храном. Пошто је летачка посада онеспособљена, Илејн контактира контролни торањ у Чикагу за помоћ, а надзорник торња Стив Мекроски је упућује да активира авионског аутопилота, великог пилота на надувавање званог „Ото”, који ће их одвести до Чикага, али неће моћи да приземљи авион. Илејн и Румак убеђују Страјкера да преузме контролу над авионом. Када Мекроски сазна да Страјкер пилотира, контактира Страјкеровог бившег команданта Рекса Крамера — који сада ради као комерцијални пилот — како би разговарао и помогао Страјкеру са процедуром слетања. Страјкеру постаје нелагодно када Крамер почне да издаје наређења и накратко се сломи усред ратних флешбекова. И Илејн и Румак појачавају Страјкерово самопоуздање и он успева да поново преузме контролу.
Како се авион приближава Чикагу, време се погоршава, што отежава слетање. Уз Илејнину помоћ као копилота и Крамерово навођење са торња, Стрикер је у стању да безбедно спусти авион, упркос томе што се стајни трап откинуо, а путници су задобили само лакше повреде. Спасилачка возила стижу да помогну да искрцају авион. Импресионирана Страјкеровим испољавањем храбрости, Илејн га грли и љуби, обнављајући њихову везу. Њих двоје посматрају како „Ото” преузима контролу над авионом, надувава женску сапутницу и полеће.

## Улоге
| Глумац            | Улога                |
| ----------------- | -------------------- |
| Роберт Хејз       | Тед Страјкер         |
| Џули Хагерти      | Илејн Дикинсон       |
| Лесли Нилсен      | доктор Румак         |
| Питер Грејвс      | капетан Кларенс Овер |
| Лојд Бриџиз       | Стив Мекроски        |
| Роберт Стек       | капетан Рекс Крамер  |
| Лорна Патерсон    | Ренди                |
| Стивен Стакер     | Џони Хеншо-Џејкобс   |
| Карим Абдул-Џабар | Роџер Мердок         |